# Либенау (Верхняя Австрия)
Либенау (нем. Liebenau (Oberösterreich)) — коммуна (нем. Gemeinde) в Австрии, в федеральной земле Верхняя Австрия. 
Входит в состав округа Фрайштадт.  Население составляет 1802 человека (на 31 декабря 2005 года). Занимает площадь 76 км². Официальный код  —  40611.

## Политическая ситуация
Бургомистр коммуны — Эрих Пунц (СДПА) по результатам выборов 2003 года.
Совет представителей коммуны (нем. Gemeinderat) состоит из 19 мест.
- СДПА занимает 10 мест.
- АНП занимает 9 мест.